# Глубина кратера
Глубина кратера — это расстояние между верхним краем кратера и поверхностью брекчии, которая образуется на дне кратера. Так как при образовании кратера вокруг него образуется гребень, то зависимости от того откуда производить измерения (от гребня или от окружающей поверхности) глубина будет разной. Для планет и спутников (имеющих твёрдую поверхность), соотношение параметров кратера будет меняться в зависимости от массы космического тела, на котором образуется кратер. Это определение в равной степени относится как к вулканическим, так и к метеоритным кратерам. 

Продольная схема кратера

Глубина отверстия при ударе {\displaystyle d_{tc}} определяется по выражению: {\displaystyle d_{tc}=d_{a}+t_{br}}
А полная длина кратера относительно верхней части гребня, без учёта толщины брекчии, составит: {\displaystyle d_{fr}=d_{a}+h_{fr}}